# Прайс, Джеки
Майкл Джон (Джеки) Прайс (англ. Michael John (Jackie) Price; род. 15 августа 1950, Понтиприт, Ронта, Кинон, Тав) — британский бобслеист. Участник зимних Олимпийских игр 1972, 1976 и 1980 годов.

## Биография
Джеки Прайс родился 15 августа 1950 года в британском городе Понтиприт.
Выступал в соревнованиях по бобслею за Британскую армию.
В 1972 году вошёл в состав сборной Великобритании на зимних Олимпийских играх в Саппоро. В соревнованиях четвёрок вместе с Джоном Хэммондом, Аланом Джонсом и Питером Клиффордом заняли 15-е место, показав по сумме четырёх заездов результат 4 минуты 50,46 секунды и уступив 7,49 секунды завоевавшему золото экипажу из Швейцарии.
В 1976 году вошёл в состав сборной Великобритании на зимних Олимпийских играх в Инсбруке. В соревнованиях двоек вместе с Гомером Ллойдом заняли 20-е место с результатом 3.52,10 по сумме четырёх заездов, уступив 7,68 секунды завоевавшим золото Майнхарду Немеру и Бернхарду Гермесхаузену из ГДР. В соревнованиях четвёрок вместе с Колином Кэмпбеллом, Биллом Свитом и Гомером Ллойдом заняли 13-е место, показав по сумме четырёх заездов результат 3.46,39 и уступив 5,96 секунды завоевавшему золото экипажу из ГДР.
В 1980 году вошёл в состав сборной Великобритании на зимних Олимпийских играх в Лейк-Плэсиде. В соревнованиях четвёрок вместе с Гомером Ллойдом, Эндрю Огилви-Веддерберном и Ником Фиппсом заняли последнее, 15-е место, показав по сумме четырёх заездов результат 4.07,69 и уступив 7,77 секунды завоевавшему золото экипажу из ГДР.